# クスクスラン
クスクスラン（Bulbophyllum affine）は、常緑で着生の多年草で、湿度の高い自然林の樹幹に着生する。
根茎は直径4～5mmで鱗片状の鞘に覆われ、樹幹を這う。偽鱗茎は互いに4～8cm離れて直立し、亜円筒形で長さ3～4cm、直径5～8mm、一枚の頂葉がある。葉柄は1～2cm。葉身は長楕円形、長さ6～26×幅1～4cm、革質または肉質、先は鈍形でわずかに窪む。
花茎は根茎の節と偽鱗茎の基部からのび長さ4～8cm。花序は1花で、基部は3～5個の鞘がある。小花柄と子房は長さ3.5～7.5cm。
萼片と花弁は淡黄色で紫色の縞模様がある。背萼片は披針形で長さ17～20×幅4～5mm、先は鋭形、側萼片は鎌状披針形で、背萼片と大きさが似ており、基部は柱脚に付着して幅広い下顎部を形成し、先は鋭形。花弁は披針形、長さ11-15mm、幅3-4mm、縁は全縁、先は鋭形。
唇弁は披針形、長さ8-10mm、朱紅色、基部に関節がある。蕊柱の基部は下方に長く伸び、側萼片や唇弁と瘉合する。葯は約3mmで、向軸方向に微細な乳頭状。
開花期は5-7月。
日本では、奄美大島、石垣島、西表島に、国外ではヒマラヤから東南アジア、中国南部、台湾に分布。

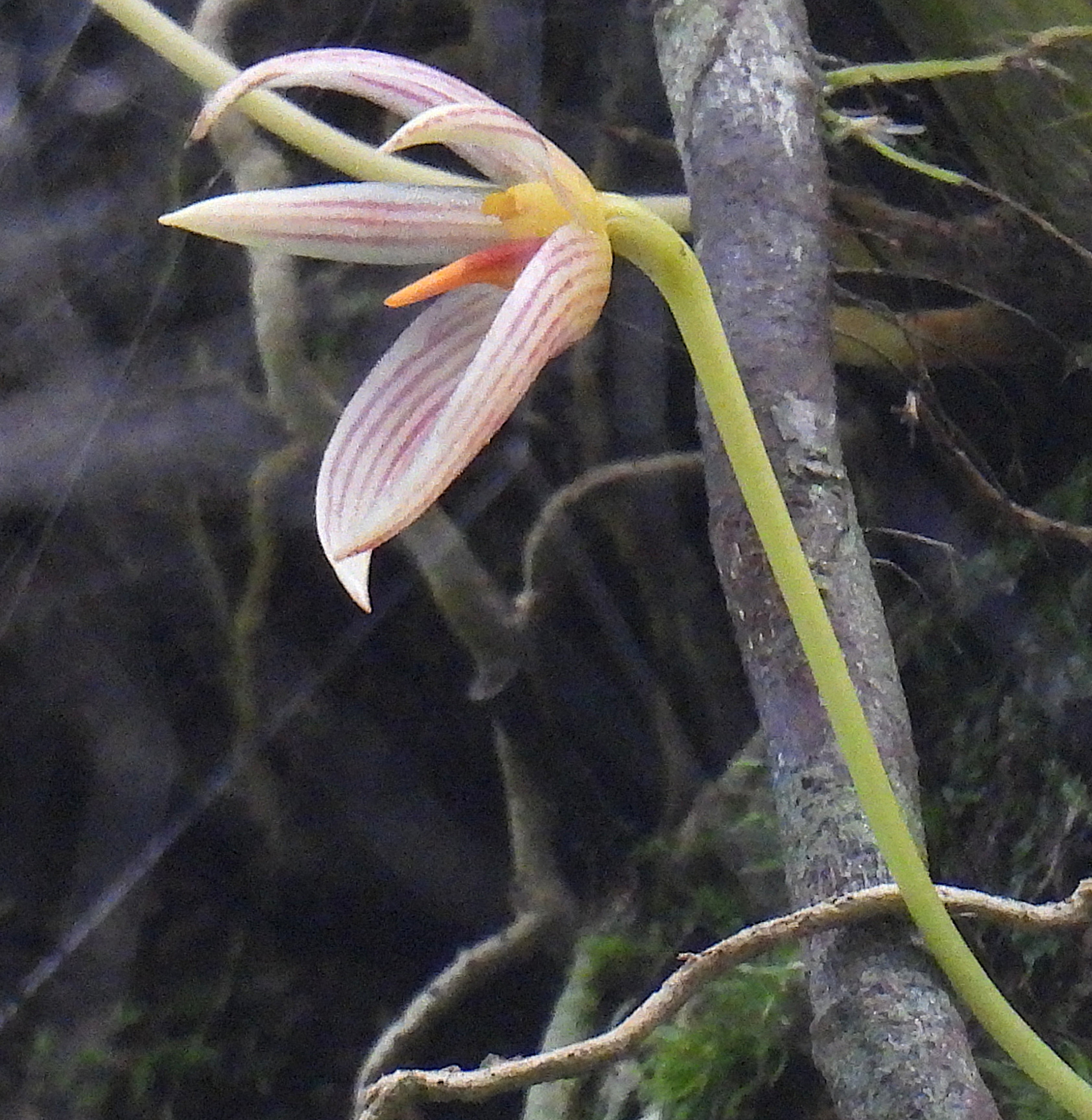

環境省の5次レッドリスト（2025年3月）ではCRと評価されている。
絶滅危惧IA類 (CR)（環境省レッドリスト）